# Liste von botanischen Gärten in den Niederlanden
Die Liste von botanischen Gärten in den Niederlanden nennt botanische Gärten in den Niederlanden. Die Auflistung folgt der Niederländischen Vereinigung Botanischer Gärten (Nederlandse Vereniging van Botanische Tuinen). Die Liste enthält 26 Gärten (Stand Juli 2019), sortiert nach dem Stadtnamen. Der Charakter der Pflanzensammlungen ist sehr unterschiedlich, es sind auch Arboreten, Schlossgärten, Tropenhäuser in Tiergärten, Wüstengewächshäuser und Kräutergärten darunter.
- Historischer Garten Aalsmeer
- Hortus Alkmaar
- Landgut Twickel (Ambt Delden)
- Hortus Botanicus Amsterdam
- Botanischer Garten Zuidas (Amsterdam)
- Artis (Amsterdam)
- Palast Het Loo (Apeldoorn)
- Königlicher Burgers’ Zoo (Arnheim)
- Niederländisches Freilichtmuseum (Arnheim)
- Botanischer Garten De Kruidhof (Buitenpost)
- Arboretum Poort Bulten (De Lutte)
- Botanischer Garten der Technischen Universität Delft
- Hortus Overzee (Den Helder)
- Nationales Arboretum Gimborn (Doorn)
- Hortus Haren (Groningen)
- Pinetum Blijdenstein (Hilversum)
- Botanischer Garten Kerkrade
- Hortus botanicus Leiden
- Hortus Nijmegen
- Botanischer Garten Arboretum Oudenbosch
- Domies Toen (Pieterburen)
- Landgut Schovenhorst (Putten)
- Tiergarten Blijdorp (Rotterdam)
- Trompenburg Gärten und Arboretum (Rotterdam)
- Botanische Gärten Utrecht
- Belmonte Arboretum (Wageningen)